# 금원산
금원산(金猿山)은 대한민국 경상남도 거창군과 함양군에 걸쳐 있는 산이다.
이 산의 모산은 남덕유산이다. 남덕유산에서 남동쪽으로 가지를 쳐내린 월봉산 능선은 두가닥으로 갈라지는데 오른쪽 수망령쪽 능선 최고봉이 금원산이다. 정상에서 남동으로 뻗어내린 능선을 타면 기백산과 만난다.
옛날 금원숭이가 하도 날뛰는 바람에 한 도승이 그를 바위 속에 가두었다 하며, 그 바위는 마치 원숭이 얼굴처럼 생겨 낯바위라 하는데 음의 바꿈으로 납바위라 부르고 있는 바위, 비 내림을 미리 안다는 지우암(知雨岩), 하늘에서 세 선녀가 내려와 목욕을 하였다 하는 선녀담(仙女潭)들이 널려 있다.

## 같이 보기
- 한국의 산